# شارع لونجوال

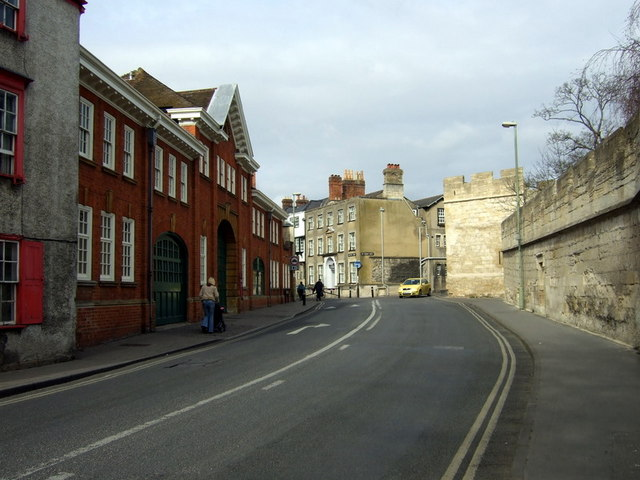
عرض الشمال على طول شارع لونجوال

شارع لونجوال هو شارع في وسط أكسفورد بإنجلترا. ويمتد لمسافة حوالي 300 متر على طول الجانب الغربي من كلية مجدلين. ويفصل جدار حجري شاهق ومهيب من القرن الخامس عشر الكلية عن الشارع بطوله بالكامل. وخلف شارع لونق وول توجد حديقة الغزلان الموجوده بالكلية. وتمت تسمية الشارع في الواقع على اسم سور المدينة القديمة إلى الغرب من الشارع، وهو الآن مخفي إلى حد كبير في أراضي كلية نيو كوليج .
ويشكل شارع هوليويل وشارع سانت كروس تقاطعًا مع الطرف الشمالي للشارع. ويشكل المرتفع تقاطعًا مع الطرف الجنوبي.

## موريس موتورز
في عام 1902، أسس ويليام موريس (لاحقًا اللورد نافيلد) شركته الوليدة للسيارات في موقع إسطبلات مهجورة في شارع لونق وول.  وفي عام 1910، كان لديه مبان جديدة بنيت في الموقع لشركة موريس موتورز المحدودة بمساحة 4,400 قدم مربع (410 م2) ومساحة لـ 60 سيارة وشبابيك للعرض.  والمبنى من العصر الجورجي الحديث، حيث صممه المهندسان المعماريان توليت ولي. وبُني من الطوب الأحمر.  وتفوق الإنتاج بسرعة على الموقع وفي عام 1913 نقله موريس إلى مصنع جديد في كاولي، جنوب شرق أكسفورد.  وتوجد شاشة عرض صغيرة تحتوي على معلومات حول شركة موريس موتورز في إحدى نوافذ مبنى لونق وول السابق.

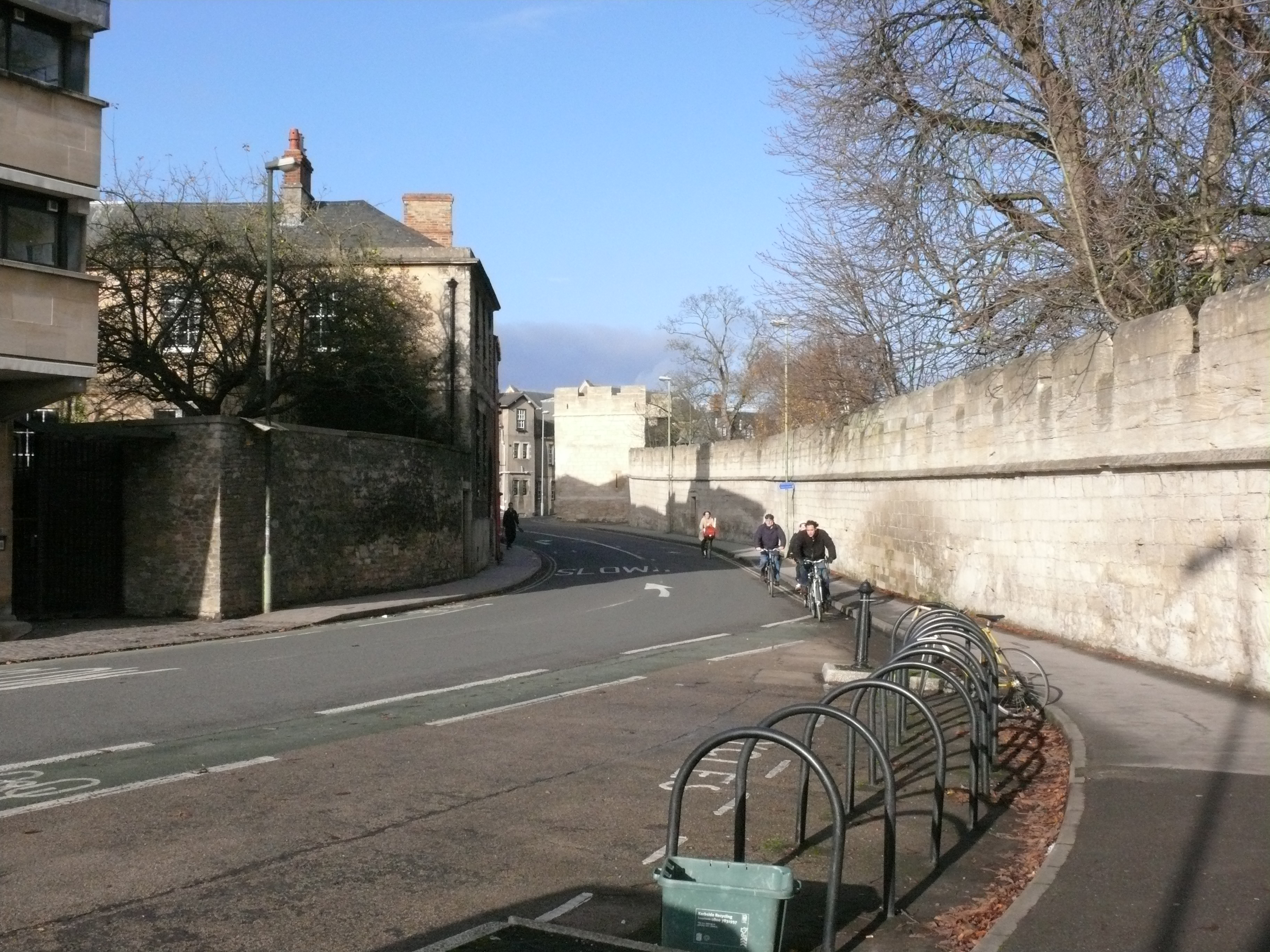
شارع لونق وول، أكسفورد
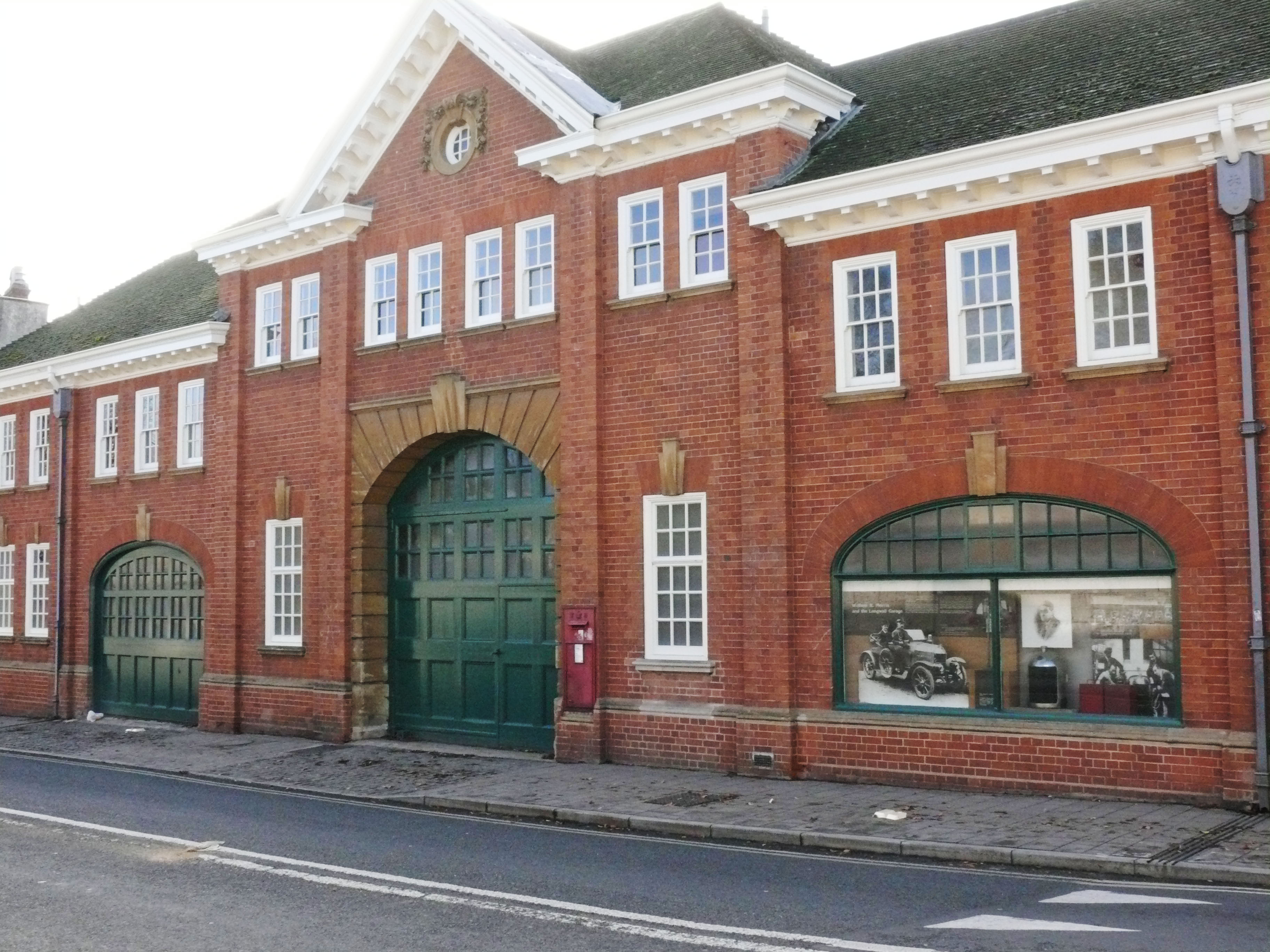
مصنع موريس موتورز السابق في شارع لونق وول
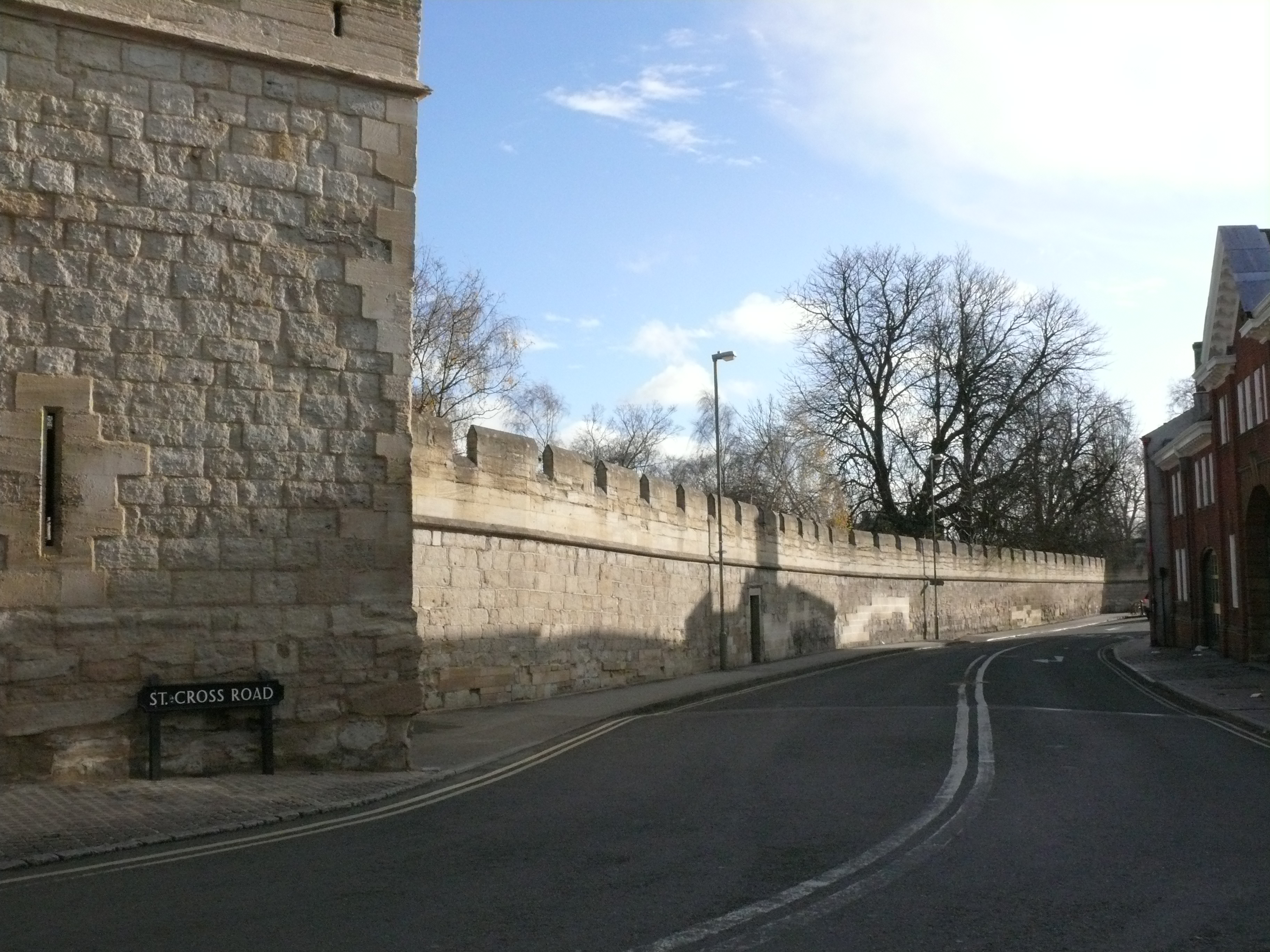
التقاطع مع شارع سانت كروس في الطرف الشمالي من شارع لونق وول ، باتجاه الجنوب
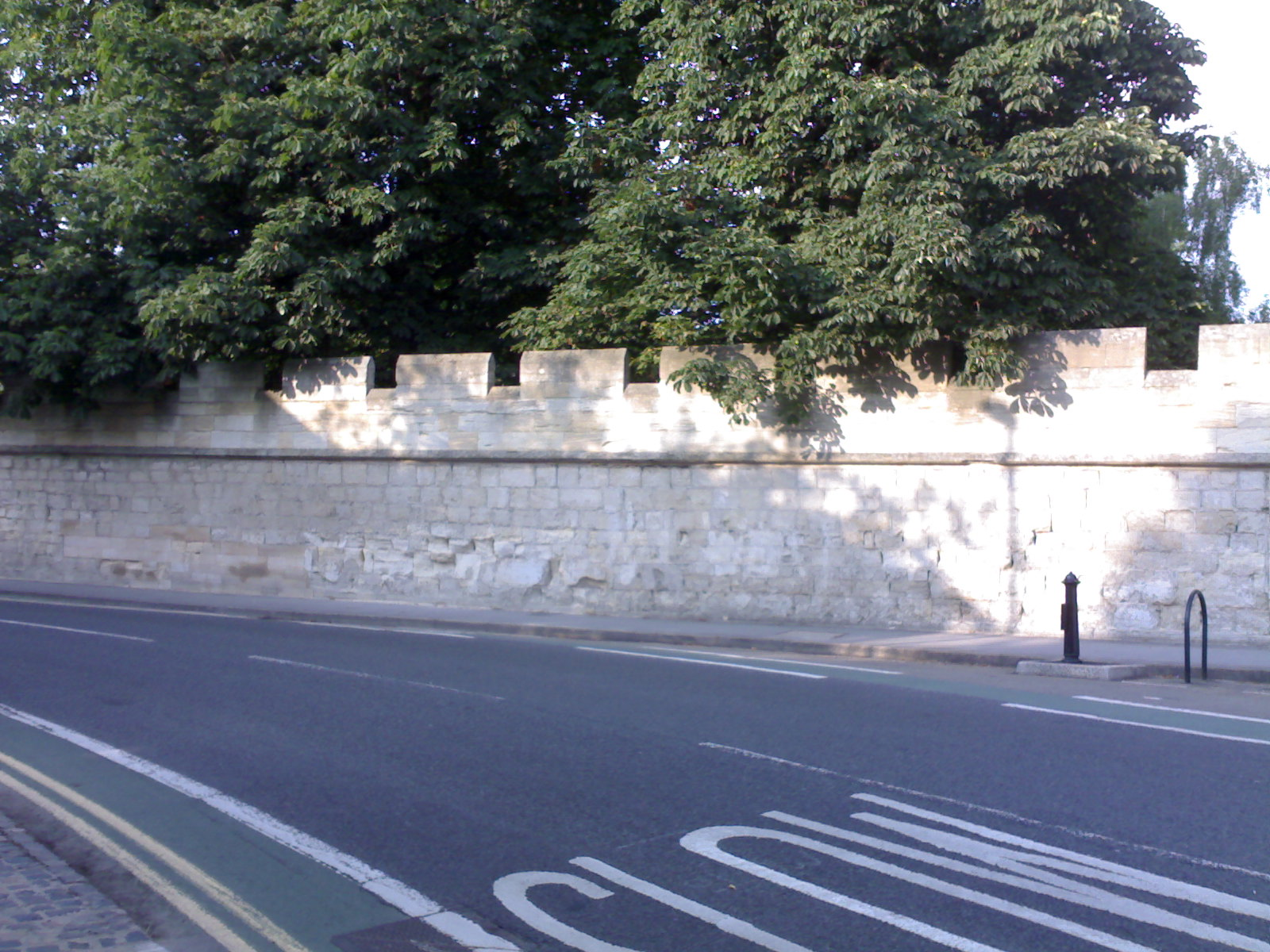
منظر لجدار كلية ماجدالين في شارع لونجوال